# Kallípoli
Kallípoli är en ort i Grekland.   Den ligger i prefekturen Nomós Péllis och regionen Mellersta Makedonien, i den norra delen av landet, 300 km norr om huvudstaden Aten. Kallípoli ligger 22 meter över havet och antalet invånare är 556.
Terrängen runt Kallípoli är platt söderut, men norrut är den kuperad. Runt Kallípoli är det ganska tätbefolkat, med 96 invånare per kvadratkilometer. Närmaste större samhälle är Giannitsá, 14,6 km öster om Kallípoli. Trakten runt Kallípoli består till största delen av jordbruksmark.